# Football Club Femminile Como 2000 2012-2013
Questa pagina raccoglie i dati riguardanti il Football Club Femminile Como 2000 Associazione Sportiva Dilettantistica nelle competizioni ufficiali della stagione 2012-2013.

## Organico

### Rosa
Rosa, numerazione e ruoli, tratti dal sito ufficiale della società, sono aggiornati al 18 settembre 2012.
| N. |                        | Ruolo | Calciatrice          |
| -- | ---------------------- | ----- | -------------------- |
|    | Italia (bandiera)      | P     | Martina Caminada     |
|    | Italia (bandiera)      | P     | Marisa Gorno         |
|    | Italia (bandiera)      | P     | Alessandra Moro      |
|    | Italia (bandiera)      | P     | Alessia Piazza       |
|    | Italia (bandiera)      | D     | Rita Bertoni         |
|    | Italia (bandiera)      | D     | Annalisa Bianchi     |
|    | Italia (bandiera)      | D     | Ana Carolina Cannone |
|    | Italia (bandiera)      | D     | Martina Cortesi      |
|    | Italia (bandiera)      | D     | Giada Oliviero       |
|    | Stati Uniti (bandiera) | D     | Catiana Vitanza      |
|    | Italia (bandiera)      | C     | Giulia Ambrosetti    |
|    | Italia (bandiera)      | C     | Elena Cascarano      |

| N. |                        | Ruolo | Calciatrice         |
| -- | ---------------------- | ----- | ------------------- |
|    | Italia (bandiera)      | C     | Laura Fusetti       |
|    | Italia (bandiera)      | C     | Greta Masciaga      |
|    | Italia (bandiera)      | C     | Sara Nigretti       |
|    | Italia (bandiera)      | C     | Michela Pellizzoni  |
|    | Italia (bandiera)      | C     | Marta Zanini        |
|    | Italia (bandiera)      | A     | Monica Carminati    |
|    | Italia (bandiera)      | A     | Francesca Cavaliere |
|    | Italia (bandiera)      | A     | Aurelia Del Vecchio |
|    | Italia (bandiera)      | A     | Lisa Erba           |
|    | Italia (bandiera)      | A     | Denise Mazzola      |
|    | Italia (bandiera)      | A     | Agnese Ricco        |
|    | Stati Uniti (bandiera) | A     | Aricca Vitanza      |

### Staff tecnico
| Allenatore:               | Mario Manzo     |
| Preparatore dei portieri: | Angelo Radice   |
| Preparatore atletico:     | Fabio Scali     |
| Fisioterapista:           | Andrea Bianchi  |
| Massaggiatore:            | Andrea Romanzin |

## Risultati

### Serie A

#### Girone d'andata
| Mortegliano 22 settembre 2012, ore 15:00 CEST 1ª giornata | Chiasiellis         | 0 – 0 referto | Como 2000 | Stadio Comunale\| Arbitro: \| Davide Moro (Schio) \| |
| Arbitro:                                                  | Davide Moro (Schio) |               |           |                                                      |

| Arbitro: | Nicola Locatelli (Lovere) |

|  |           |                           |
|  | Marcatori | 22’, 88’ Panico 84’ Motta |

| Arbitro: | Federico Di Giovanni (Brescia) |

|                        |           |                                      |
| Peretti 20’ Brutti 45’ | Marcatori | 28’, 49’, 75’ Pellizzoni 77’ Fusetti |

| Arbitro: | Andrea Giudici (Legnano) |

|  |           |                         |
|  | Marcatori | 1’ Rosucci 64’ Sabatino |

| Arbitro: | Luca Pedretti (Lovere) |

|  |           |                                           |
|  | Marcatori | 9’ (rig.) Carminati 65’, 78’, 90+2’ Ricco |

| Arbitro: | Marco Ceccon (Lovere) |

|                              |           |              |
| Ricco 29’, 58’ Carminati 46’ | Marcatori | 14’ Grassino |

| Arbitro: | Valerio Amadio (Ascoli Piceno) |

|                   |           |               |
| Mastrovincenzo 5’ | Marcatori | 8’ C. Vitanza |

| Grandate 10 novembre 2012, ore 14:30 CET 8ª giornata | Como 2000               | 0 – 0 referto | Firenze | Campo Comunale S. Pos\| Arbitro: \| David Capelli (Bergamo) \| |
| Arbitro:                                             | David Capelli (Bergamo) |               |         |                                                                |

| Arbitro: | Alessandro Maugeri (Acireale) |

|                                     |           |               |
| Girelli 24’ Pini 65’ Battocchio 84’ | Marcatori | 30’ Carminati |

| Arbitro: | Davide Sonetti (Genova) |

|                      |           |                 |
| Carminati 36’ (rig.) | Marcatori | 78’, 88’ Parisi |

| Arbitro: | Gianluca Andreoletti (Bergamo) |

|                                                      |           |             |
| C. Vitanza 12’ Ricco 55’ Fusetti 58’ Carminati 90+4’ | Marcatori | 82’ Pecchia |

| Arbitro: | Marco Della Croce (Rimini) |

|                |           |                            |
| Migliorini 25’ | Marcatori | 63’ Oliviero 78’ Carminati |

| Arbitro: | Pietro Lattanzi (Milano) |

|                           |           |                        |
| Fusetti 5’ Ambrosetti 76’ | Marcatori | 27’ Piccinno 46’ Mauri |

| Arbitro: | Matteo Perissinotto (San Donà di Piave) |

|               |           |           |
| Cavallini 70’ | Marcatori | 90’ Ricco |

| Arbitro: | Gabriele Bertelli (Busto Arsizio) |

|                                |           |              |
| Ricco 71’ Carminati 85’, 90+1’ | Marcatori | 82’ Yamamoto |

#### Girone di ritorno
| Arbitro: | Marco Ceccon (Lovere) |

|                                |           |                                      |
| Mazzola 81’ Erba 83’ Ricco 90’ | Marcatori | 32’, 75’ Milenkovič 46’ Vicchiarello |

| Arbitro: | Giovanni Sanna (Ozieri) |

|                                   |           |                         |
| Panico 13’, 45’, 53’ Piacezzi 50’ | Marcatori | 14’ Ricco 48’ Carminati |

| Arbitro: | Gianluca Bariola (Piacenza) |

|                                  |           |          |
| Erba 19’, 41’ Carminati 46’, 79’ | Marcatori | 90’ Boni |

| Arbitro: | Paolo Fusi (Lecco) |

|                                             |           |          |
| Cernoia 30’ Sabatino 41’ (rig.), 54’ (rig.) | Marcatori | 90’ Erba |

| Arbitro: | Calogero Modica (Lecco) |

|                                             |           |  |
| Erba 23’, 44’ Fusetti 41’ Cereda 52’ (aut.) | Marcatori |  |

| Arbitro: | Andrea Siciliani (Genova) |

|  |           |          |
|  | Marcatori | 60’ Erba |

| Arbitro: | Vito Cernigliaro (Verona) |

|  |           |                                           |
|  | Marcatori | 33’ Tucceri Cimini 55’ Sodini 76’ Caccamo |

| Arbitro: | Niccolò Zizza (Finale Emilia) |

|            |           |              |
| Fusini 45’ | Marcatori | 4’ Carminati |

| Arbitro: | Michele Giordano (Novara) |

|  |           |                                                 |
|  | Marcatori | 21’ Girelli 41’ Lagonia 62’ Di Criscio 82’ Pini |

| Arbitro: | Francesca Campagnolo (Bassano del Grappa) |

|                               |           |           |
| Brumana 9’, 64’ Bonetti 90+1’ | Marcatori | 18’ Ricco |

| Arbitro: | Federico Pragliola (Terni) |

|                             |           |                        |
| Berarducci 31’ Marchese 87’ | Marcatori | 26’ Erba 51’ Carminati |

| Arbitro: | Luca Pedretti (Lovere) |

|                         |           |                                   |
| A. Vitanza 30’ Erba 44’ | Marcatori | 19’ (rig.) Saravalle 80’ Proietti |

| Arbitro: | Enrico Bertozzi (Cesena) |

|                                          |           |  |
| Tarenzi 4’, 65’ Piccinno 38’ Bianchi 76’ | Marcatori |  |

| Arbitro: | Stefano Comunian (Biella) |

|                    |           |               |
| Carminati 32’, 38’ | Marcatori | 58’ Cavallini |

| Arbitro: | Dario Cesarano (Salerno) |

|                                                                                               |           |  |
| Yamamoto 12’, 32’ Schioppo 16’ Cortesi 20’ (aut.) Pirone 28’, 90'+1’ Giacinti 84’ Caramia 86’ | Marcatori |  |

### Coppa Italia

#### Primo turno
| Tradate 2 settembre 2012, ore 15:30 CEST Primo turno | Tradate Abbiate      | 3 – 3 referto | Como 2000 | Carlo Matteo Uslenghi |
| \| \| \| \| \| \| Tiri di rigore 4 – 5 \| \|         |                      |               |           |                       |
|                                                      |                      |               |           |                       |
|                                                      | Tiri di rigore 4 – 5 |               |           |                       |

#### Secondo turno
| Meda 9 settembre 2012, ore 14:30 CEST Secondo turno | Real Meda | 0 – 4 referto | Como 2000 | Città di Meda |

#### Ottavi di finale
| Arbitro: | Stefano Cortinovis (Bergamo) |

|                               |                      |                                   |
| Carminati 26’ Ricco 77’       | Marcatori            | 5’ Sabatino 62’ Bonansea          |
| Erba Ricco Cortesi Vitanza A. | Tiri di rigore 2 – 4 | Boni Rosucci Alborghetti Bonansea |

## Statistiche

### Statistiche di squadra
| Competizione | Punti | In casa | In casa | In casa | In casa | In casa | In casa | In trasferta | In trasferta | In trasferta | In trasferta | In trasferta | In trasferta | Totale | Totale | Totale | Totale | Totale | Totale | DR  |
| Competizione | Punti | G       | V       | N       | P       | Gf      | Gs      | G            | V            | N            | P            | Gf           | Gs           | G      | V      | N      | P      | Gf     | Gs     | DR  |
| ------------ | ----- | ------- | ------- | ------- | ------- | ------- | ------- | ------------ | ------------ | ------------ | ------------ | ------------ | ------------ | ------ | ------ | ------ | ------ | ------ | ------ | --- |
| Serie A      | 39    | 15      | 6       | 4       | 5       | 28      | 26      | 15           | 4            | 5            | 6            | 21           | 33           | 30     | 10     | 9      | 11     | 49     | 59     | -10 |
| Coppa Italia | 5     | 1       | 0       | 1       | 0       | 2       | 2       | 2            | 1            | 1            | 0            | 7            | 3            | 3      | 1      | 2      | 0      | 9      | 5      | +4  |
| Totale       | 44    | 16      | 6       | 5       | 5       | 30      | 28      | 17           | 5            | 6            | 6            | 28           | 36           | 33     | 11     | 11     | 11     | 58     | 64     | -6  |

### Statistiche delle giocatori
Presenze e reti aggiornate al 5 maggio 2013, 30ª giornata. Non sono considerate le prime due gare di Coppa Italia, per le quali non è stato possibile reperire i tabellini.
| Giocatore      | Serie A  | Serie A | Serie A     | Serie A    | Coppa Italia | Coppa Italia | Coppa Italia | Coppa Italia | Totale   | Totale | Totale      | Totale     |
| Giocatore      | Presenze | Reti    | Ammonizioni | Espulsioni | Presenze     | Reti         | Ammonizioni  | Espulsioni   | Presenze | Reti   | Ammonizioni | Espulsioni |
| -------------- | -------- | ------- | ----------- | ---------- | ------------ | ------------ | ------------ | ------------ | -------- | ------ | ----------- | ---------- |
| G. Ambrosetti  | 23       | 1       | .           | .          | 1            | .            | .            | .            | 24       | 1      | 0           | 0          |
| R. Bertoni     | 12       | 0       | .           | .          | .            | .            | .            | .            | 12       | 0      | 0           | 0          |
| A. Bianchi     | 0        | 0       | .           | .          | .            | .            | .            | .            | 0        | 0      | 0           | 0          |
| M. Caminada    | 0        | 0       | .           | .          | .            | .            | .            | .            | 0        | 0      | 0           | 0          |
| A.C. Cannone   | 11       | 0       | .           | .          | .            | .            | .            | .            | 11       | 0      | 0           | 0          |
| M. Carminati   | 29       | 15      | .           | .          | 1            | 1            | .            | .            | 30       | 16     | 0           | 0          |
| E. Cascarano   | 26       | 0       | .           | .          | 1            | .            | .            | .            | 27       | 0      | 0           | 0          |
| F. Cavaliere   | 1        | 0       | .           | .          | .            | .            | .            | .            | 1        | 0      | 0           | 0          |
| M. Cortesi     | 29       | 0       | .           | .          | 1            | .            | .            | .            | 30       | 0      | 0           | 0          |
| A. Del Vecchio | 10       | 0       | .           | .          | 1            | .            | .            | .            | 11       | 0      | 0           | 0          |
| L. Erba        | 19       | 9       | .           | .          | 1            | .            | .            | .            | 20       | 9      | 0           | 0          |
| L. Fusetti     | 29       | 4       | .           | .          | 1            | .            | .            | .            | 30       | 4      | 0           | 0          |
| M. Gorno       | 2        | -1      | .           | .          | .            | .            | .            | .            | 2        | -1     | 0           | 0          |
| G. Masciaga    | 1        | 0       | .           | .          | .            | .            | .            | .            | 1        | 0      | 0           | 0          |
| D. Mazzola     | 21       | 1       | .           | .          | 1            | .            | .            | .            | 22       | 1      | 0           | 0          |
| A. Moro        | 1        | -2      | .           | .          | 1            | -2           | .            | .            | 2        | -4     | 0           | 0          |
| S. Nigretti    | 11       | 0       | .           | .          | 1            | .            | .            | .            | 12       | 0      | 0           | 0          |
| G. Oliviero    | 25       | 1       | .           | .          | .            | .            | .            | .            | 25       | 1      | 0           | 0          |
| M. Pellizzoni  | 28       | 3       | .           | .          | 1            | .            | .            | .            | 29       | 3      | 0           | 0          |
| A. Piazza      | 29       | -55     | .           | .          | .            | .            | .            | .            | 29       | -55    | 0           | 0          |
| A. Ricco       | 26       | 11      | .           | .          | 1            | 1            | .            | .            | 27       | 12     | 0           | 0          |
| A.S. Vitanza   | 17       | 3       | .           | .          | 1            | .            | .            | .            | 18       | 3      | 0           | 0          |
| C.S. Vitanza   | 23       | 0       | .           | .          | 1            | .            | .            | .            | 24       | 0      | 0           | 0          |
| M. Zanini      | 29       | 0       | .           | .          | .            | .            | .            | .            | 29       | 0      | 0           | 0          |